# سمير حنا
سمير حنا (1946 - 5 ديسمبر 2020) هو مغني لبناني.

## حياته
ولد حنا سنة 1946 ببلدة كرخا في قضاء جزين جنوبي لبنان، عُرف بصوته وشكله القروي، إنهاء الدارسة في مدرسة التجارة وعمل في المحاسبة لمدة قبل الغناء.
تزوج من ملكة جمال لبنان والممثلة هلا عون، وإنجاب منها ابنته الوحيدة، ولكن سرعان من انتهت الزيجة، بعد طلاقه من هلا،
غير أنه ذكر حرمانه من لقاء ابنته الوحيدة التي كان يذكرها دائماً ويطالب برؤيتها، وقال إنها أصبحت طبيبة، لكنه لا يعرفها، بعدما اعتزلت هلا عون التمثيل وهاجرت إلى أستراليا، وانقطعت أخبارهم.
غادر حنّا بيروت متجهاً إلى البرازيل سنة 1975، وعمل لوقت طويل في كندا، ودول أميركا اللاتينية، ثم أستراليا مقر إقامة طليقته، وجاء السفر بعد الحرب الأهلية في لبنان. عاد حنّا إلى لبنان بشكل نهائياً سنة 2010، وكان يظهر بين الحين والآخر في البرامج الفنية التلفزيونية، وشارك في بعض الحفلات.

## مسيرته
- بدأ مشواره مغنيا في الرحلات وجوقة الكنيسة في عين الرمانة[11]
- تأثر حنّا بوديع الصافي، وعمل قبل الغناء في المحاسبة بعد تخرجة، لكن الصدفة جمعته للقاء الصحافي سعيد فريحة، عندما سمعه يغني في أحد المطاعم، فطلب منه الاستمرار في الغناء[12]، ودعاه إلى المشاركة في إحياء الحفل السنوي لدار الصياد الاجتماعي[13]، والتقى هناك بالفنانة صباح التي قررت دعمه[14]، ليشاركها مجموعة من الحفلات بين لبنان ودول أخري[15]، حقق خلالها نجاحاً ملحوظاً.[16]

أتجه للأغنية باللهجة اللبنانية الخفيفة (الدبكة)، وشهد نجاح ساحقا، وتألق وبلغ ذورة المجد خلال فترة الثمانينيات من القرن العشرين، وخصوصاً في أغنية «الليلة الليلة شو بدو يصير» التي تحولت إلى أغنية خاصة بمناسبات الزواج والأفراح.

## وفاته
أصيب حنّا قبل وفاته بسنوات قليلة، بمرض السرطان، حتى وافته المنية في مسقط رأسه بلدة جزين في يوم 5 من شهر ديسمبر سنة 2020.